# Hangar

Flugzeughangar

Ein Hangar (französisch hangar, deutsch „Schuppen, Schutzdach“, Plural Hangars) ist eine große Halle für Flugzeuge aller Art sowie Hubschrauber, Luftschiffe und Space Shuttles. Sie werden dort gewartet, repariert und untergebracht. Flugzeugträger und andere Schiffe mit Luftfahrzeugen an Bord haben zu diesem Zweck ein Hangardeck.

## Wortherkunft

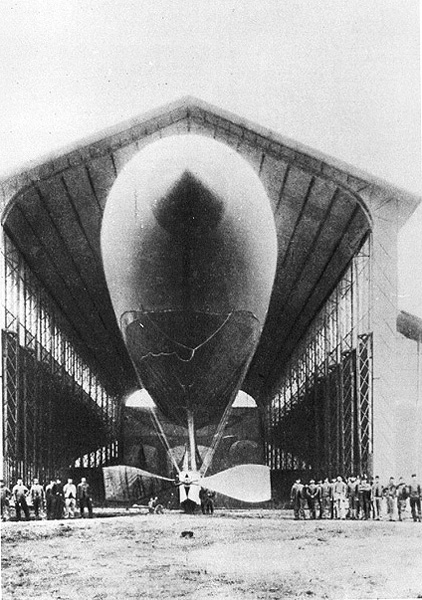
Der erste Hangar für Luftfahrzeuge, der Hangar Y von 1879

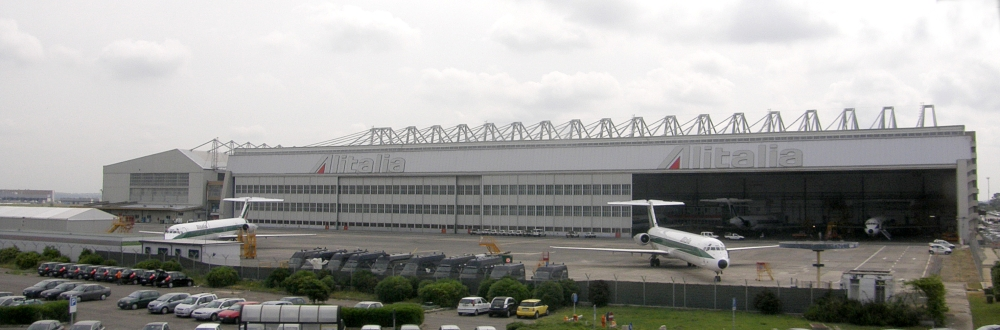
Ein Hangar für Flugzeuge der Alitalia auf dem Flughafen Rom-Fiumicino (2008)

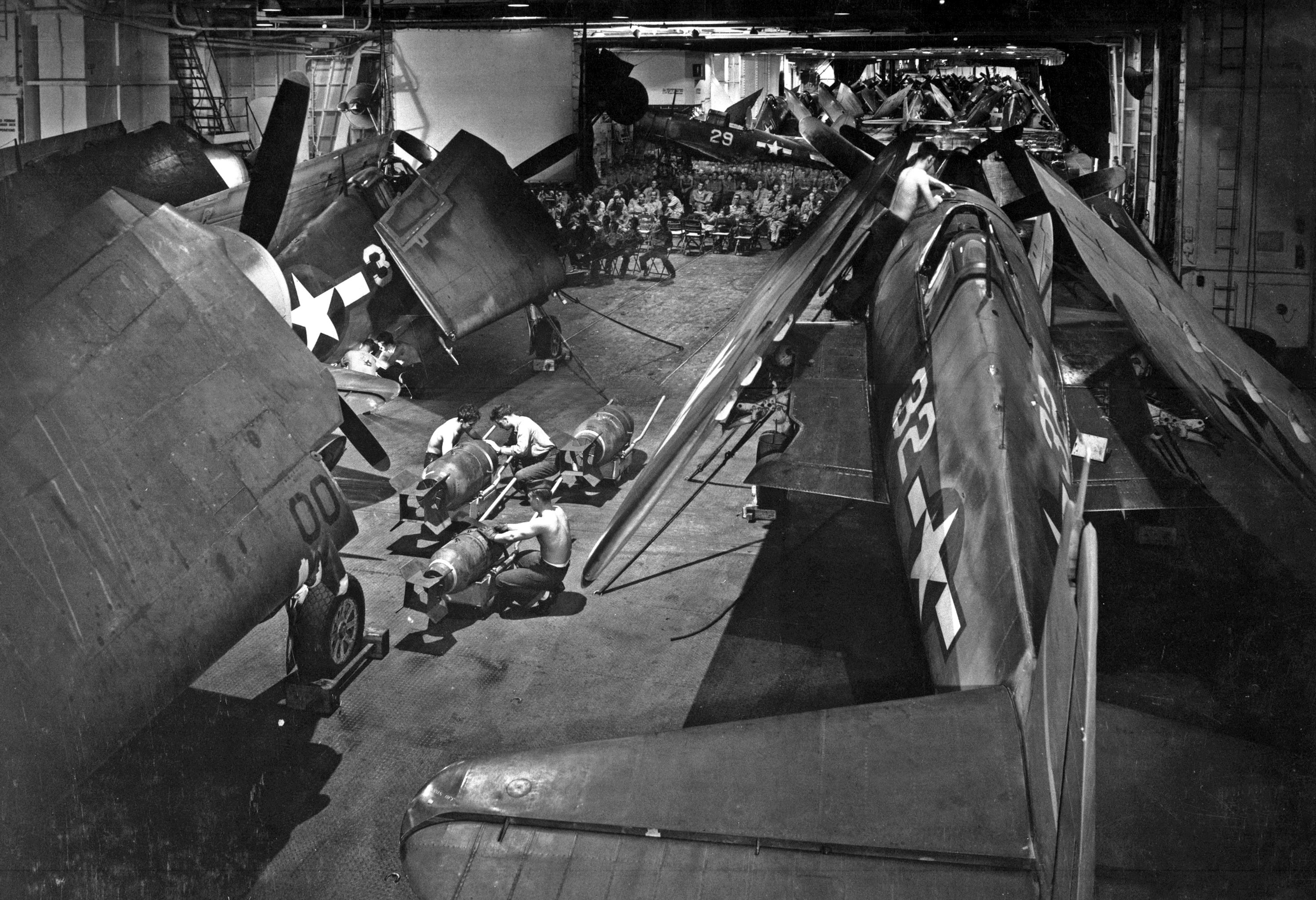
Hangardeck der Yorktown (1943)

Das Wort wurde um 1800 aus dem Französischen in die deutsche Militärsprache entlehnt. Frz. hangar bedeutet „Schuppen, Schutzdach“ und ist seinerseits germanischer Herkunft: Es geht zurück auf altwestfränkisch haimgard, aus haim, „Haus, Gehöft“ (vgl. Heim) und gard „umzäunter und darum geschützter Bereich, Gehege“ (vgl. „Garten“). Vor der Erfindung des Flugzeugs wurde das Wort im militärischen Wortschatz in der Bedeutung „Schutzraum für Soldaten und Waffen“ und daneben für „Schuppen für landwirtschaftliche Fahrzeuge und Geräte“ gebraucht.
Im Zusammenhang mit Luftfahrzeugen wurde „Hangar“ beim Ausbau des Établissement Central de l’Aérostation Militaire bei Meudon verwendet. Dort wurde 1879 eine Halle der Weltausstellung Paris 1878
als Hangar für die Militärballone und Luftschiffe wiedererrichtet, die im Aufstellungsplan der Station mit dem Buchstaben Y gekennzeichnet war und unter dem Namen Hangar Y bekannt wurde. Ab 1902 wurde „Hangar“ nachweislich auch in England gebraucht. So berichtete der London Daily Chronicle am 31. August 1902 über die Pläne von Santos-Dumont, im Bois de Boulogne einen Hangar für sein Luftschiff errichten zu wollen. Als Louis Blériot Anfang der 20er Jahre in Nordfrankreich, in Les Baraques (bei Calais), eine Bruchlandung vollführte, stellte er sein Flugzeug in einem von der britischen Firma REIDsteel hergestellten Stahl-Kuhstall eines Bauern ab. Dieses Gebäude gefiel Blériot so gut, dass er bei der Firma anrief und die ersten drei „Hangars“ bestellte, die in Lamotte-Beuvron geliefert wurden.

## Bauformen
Abhängig von der Größe der unterzubringenden Flugzeuge steht bei der Bauplanung eines Hangars eine Dachkonstruktion im Vordergrund, die den entsprechenden Platzbedarf freitragend überspannen muss. Dabei entwickelt sich das Verhältnis zwischen Gewicht des Daches und tragender Fläche mit zunehmender Größe ungünstig und erfordert Lösungen, wie Tunnel- oder Kuppelkonstruktionen oder Abspannungen von außen, die im herkömmlichen Hallenbau eher unüblich sind und zuvor nur repräsentativen (weil teuren) Veranstaltungssälen oder großen Kirchen vorbehalten waren. Aufgrund ähnlicher Anforderungen waren die ersten großen Filmstudios in Hollywood einfach konstruierte Tunnel-Hangars.
Spezielle Formen von Hangars sind T-Hangars – aneinandergereihte Einzelboxen in T-Form – und Rundhangars, oder Hangars mit Rundparkdecks. Dieser Typus verfügt über großdimensionierte, kreisrunde, in den Boden eingelassene, drehbare Scheiben oder Kreisbahnen (Rundparkdrehringe), auf welchen mehrere Flugzeuge abgestellt werden können. Hangars dieser Art werden vorwiegend für kleine Flugzeugklassen konzipiert. In einigen Flugzeughangars findet man Lifteinrichtungen zum Hochheben oder Hochziehen von Sportflugzeugen unter die Hangardecke, so dass die vorhandene Grundfläche doppelt genutzt werden kann. Zusätzlich kann durch das Verschachteln der Flugzeuge, meist unter Verwendung von Kullern, die vorhandene Fläche effektiver genutzt werden. Eine weitere, besondere Hangarform stellen Hardened Aircraft Shelters dar, die als leichte Bunker dienen, in denen auf Militärflugplätzen militärische Luftfahrzeuge zum Schutz vor Feindeinwirkung untergestellt werden. Sie sind häufig als Betonröhren konzipiert, die mit Erde bedeckt und zur Tarnung mit Gras bewachsen sind.

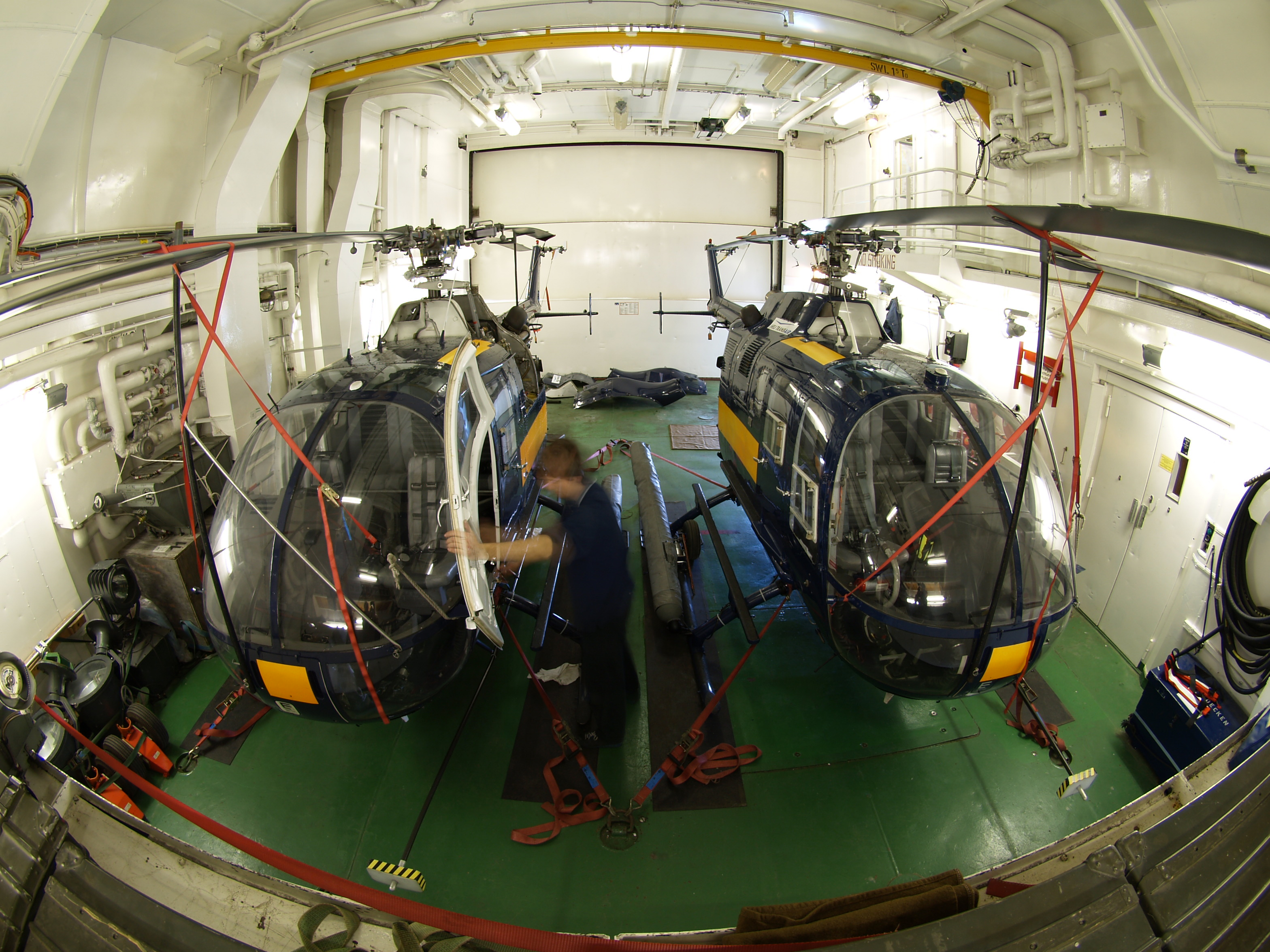
Ein Hangar für Hubschrauber auf dem Forschungsschiff Polarstern (2007)
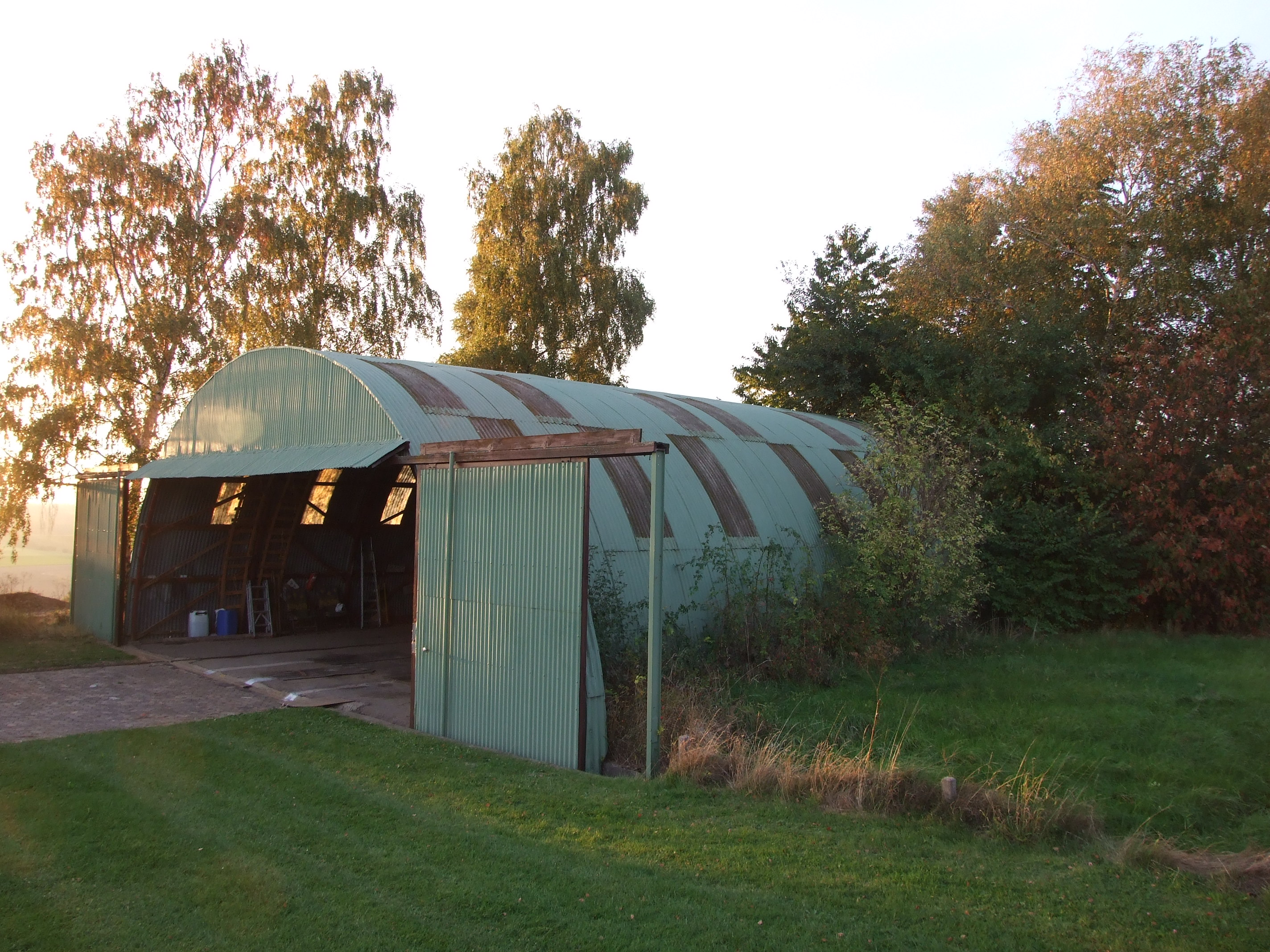
Ein alter Hangar auf dem Flugplatz Bad Gandersheim (2011)
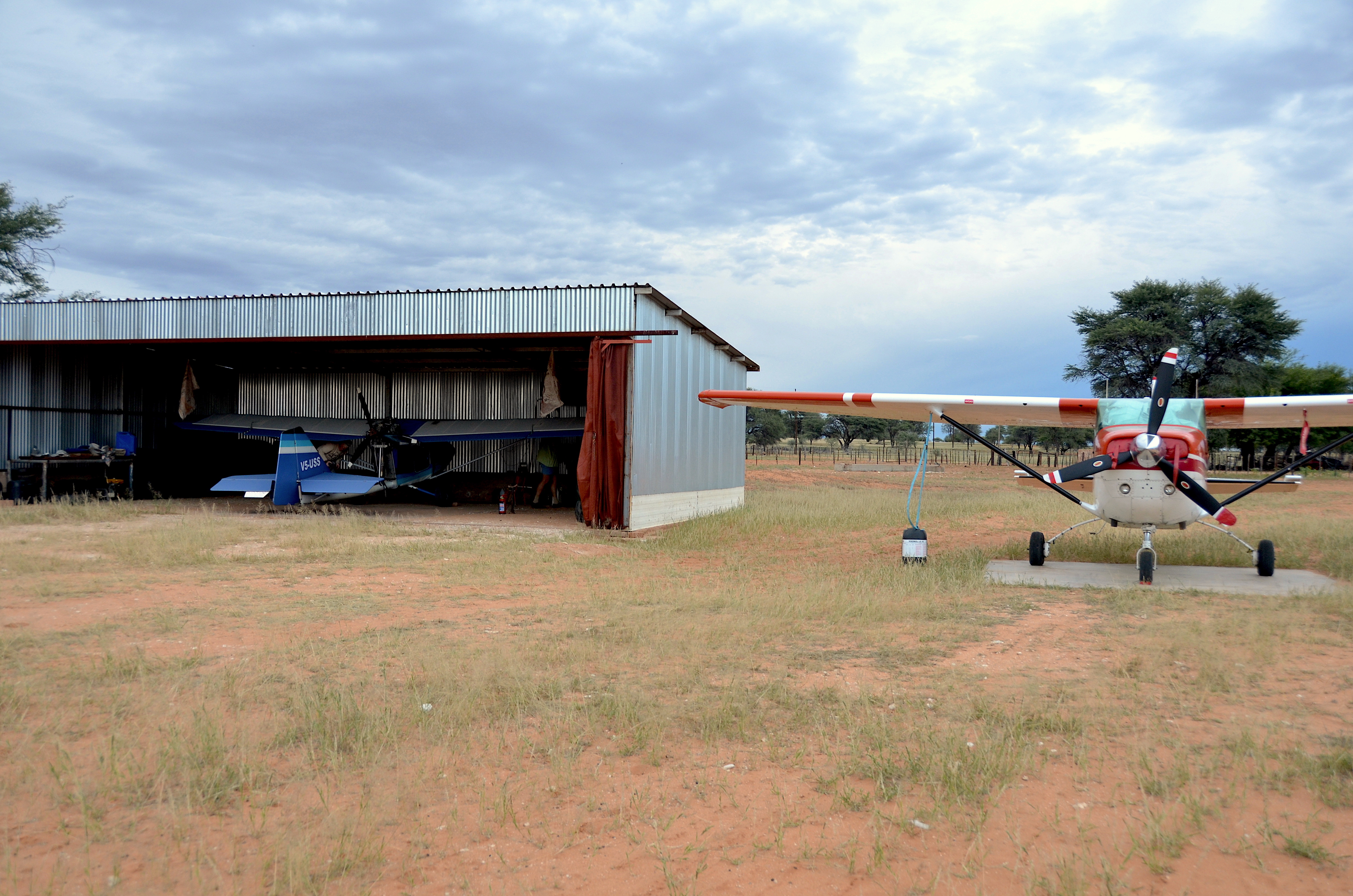
Privater Hangar auf einer Farm in Namibia (2017)
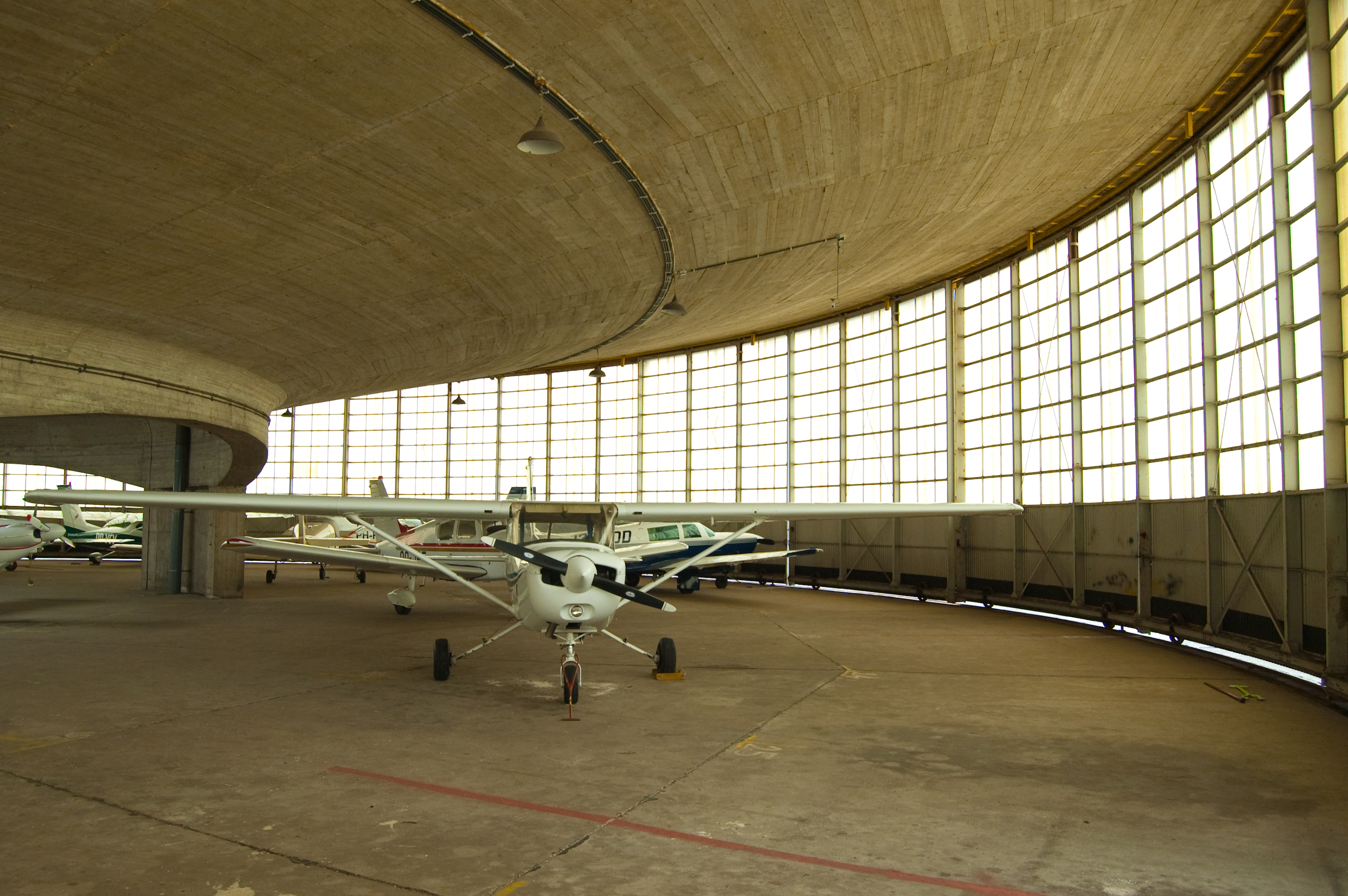
Rundhangar auf dem Flugplatz Grimbergen (2010)
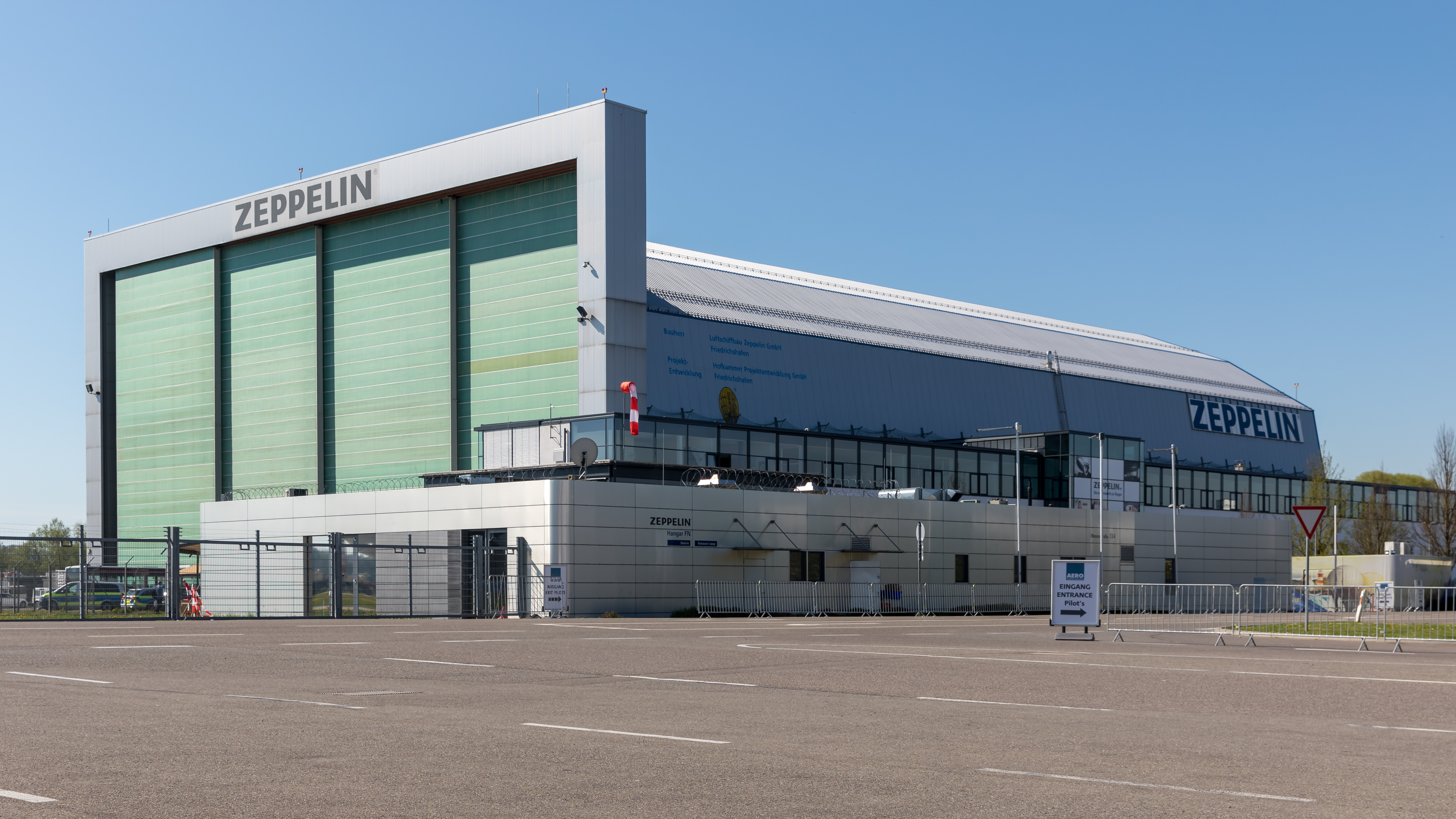
Der Hangar für die Zeppelin-NT-Luftschiffe in     Friedrichshafen (2018)